# Álvaro Gijón
Álvaro Gijón (* 27. April 1976 in Granada) ist ein ehemaliger spanischer Skilangläufer.

## Werdegang
Gijón trat international erstmals bei der Winter-Universiade 1995 in Candanchú in Erscheinung. Dort belegte er den 59. Platz über 15 km klassisch und den 56. Rang über 30 km Freistil. Im folgenden Jahr lief er bei den Nordischen Junioren-Skiweltmeisterschaften in Asiago auf den 66. Platz über 10 km klassisch und auf den 34. Rang über 30 km Freistil. Bei der Winter-Universiade 1997 in Muju errang er den 63. Platz über 15 km klassisch und den 18. Platz über 30 km Freistil. Seine letzten internationalen Rennen absolvierte er im Februar 1998 bei den Olympischen Winterspielen in Nagano. Dort kam er auf den 82. Platz über 10 km klassisch, auf den 62. Rang in der Verfolgung und auf den 42. Platz über 50 km Freistil. Zudem errang er dort zusammen mit Jordi Ribó, Diego Ruiz und Juan Jesús Gutiérrez den 19. Platz in der Staffel.